# Arnulf I Wielki
Arnulf I Wielki (ur. ok. 890, zm. 28 marca 964) – trzeci hrabia Flandrii, najstarszy syn Baldwina II Łysego i Aelfthryth, córki Alfreda Wielkiego, króla Anglii. Został nazwany na cześć swojego przodka, świętego Arnulfa z Metzu, w celu podkreślenia związków swojej rodziny z dynastią Karolingów.
Arnulf rozszerzył władzę hrabiów Flandrii na południe, zajmując Artois, Ponthieu, Amiens i Ostravent. Swoje władztwo rozszerzał zręcznie lawirując między stronami konfliktów, które wstrząsały w X w. królestwem zachodniofrankijskim. Był to najpierw konflikt Karola III Prostaka i Roberta I Walecznengo, później konflikt króla Ludwika IV Zamorskiego z baronami.
Podczas swojej ekspansji na południe Arnulf musiał zmierzyć się z księstwem Normandii. Toczył wieloletnią walkę z tamtejszym księciem, Wilhelmem I Długim Mieczem. Konflikt doprowadził ostatecznie do zamordowania Wilhelma przez ludzi Arnulfa w 943 r., kiedy normandzki książę przybył na negocjacje z hrabią.
Pod koniec rządów ustało niebezpieczeństwo najazdów wikingów i Arnulf mógł poświęcić się sprawom wewnętrznym swojego hrabstwa, usprawniając jego zarząd.
W 934 r. poślubił Adelę (910 - 960), córkę Herberta II, hrabiego Vermandois, i Adeli, córki Roberta I Walecznego, króla Franków Zachodnich. Arnulf i Adela mieli razem dwóch synów i trzy córki:
- Hildegarda (ok. 934 - 10 kwietnia 990), żonę Dirka II, hrabiego Holandii
- Luitgarda (935 - po 18 października 962), żonę Wichmanna, hrabiego Gentu
- Egbert (zm. po 10 lipca 953)
- Baldwin III (940 - 1 stycznia 962), hrabia Flandrii
- Elftruda, żona Zygfryda, hrabiego Guines

W 958 r. mianował swojego syna Baldwina współrządcą hrabstwa, ale ten zmarł już w 962 r. Dwa lata później zmarł Arnulf i jego następcą został jego nieletni wnuk.